# Arrondissement de Djilor
L'arrondissement de Djilor est l'un des arrondissements du Sénégal. Il est situé au nord-est du département de Foundiougne, dans la région de Fatick.
Il comptait cinq communautés rurales :
- Communauté rurale de Diossong
- Communauté rurale de Djilor
- Communauté rurale de Niassène (2010)[2]
- Communauté rurale de Diagane Barka (2010)[2]
- Communauté rurale de Mbam (2011)[3]

Son chef-lieu est Djilor.